# Susumu Ishikawa
Susumu Ishikawa (13 de julio de 1933 - 29 de octubre de 2012) fue un cantante de anison y actor de voz japonés que había realizado muchos temas de intro anime, incluyendo el hit de 1.964 de la canción de Obake no Q-taro y el tema de la serie de anime de 1972 Dokonjō Gaeru. Él interpretó canciones en Godzilla vs Gigan, y fue la voz del personaje principal llamado Pero en la película de anime Puss In Boots.
Ishikawa ganó el Japan Record Award 1966 en categoría Canción Infantil. En 1968, ganó un premio en los Premios de Cine de Moscú.